# Stadio Nungesser
Lo stadio Nungesser (in francese Stade Nungesser) fu uno stadio situato a est della città francese di Valenciennes nel quartiere Nungesser, presso Avenue de Reims. 
Fece parte di un'area a suo tempo adiacente al Palazzo dello Sport di Valenciennes. Di proprietà della comunità per l'agglomerato di Valenciennes, è stato, fino al 2011, principalmente usato per le partite di calcio del Valenciennes, che si è poi spostato nel nuovo stadio dell'Hainaut.